# Samarina
Samarina (in greco Σαμαρίνα?) è una ex comunità della Grecia nella periferia della Macedonia occidentale di 701 abitanti secondo i dati del censimento 2001.
Tradizionalmente abitata da pastori valacchi di origine arumena, che si riuniscono in una festività che si tiene il 15 agosto.
È stata soppressa a seguito della riforma amministrativa, detta Programma Callicrate, in vigore dal gennaio 2011 ed è ora compresa nel comune di Grevena.